# NGC 5923
NGC 5923 este o liner situată în constelația Boarul. A fost descoperită în 1 mai 1828 de către John Herschel. Se află la o distanță de 82,47 de megaparseci de Pământ.